# Алексеевская волость (Томский уезд)
Алексе́евская во́лость (1-я Алексеевская волость) — административно-территориальная единица, входившая в состав Томского уезда (округа) Томской губернии в 1916—1921 гг., а затем, в 1921—1925 гг. — в состав Ново-Николаевской губернии.

## Административный центр
Административный центр — село Алексеевское (иногда писали: Алексеевка). Бывшее село Алексеевское, основанное в 1896 году на Транссибе (Сибирская ж.д.). Ныне — посёлок и ж.д. станция, районный центр Мошково Мошковского района Новосибирской области. Село было переименовано решением ВЦИК от 7 июля 1933 года, чтобы не создавать ассоциаций с именами царствующих особ прежней Российской империи.
В целом территория волости стала основой современного Мошковского района.
Село Алексеевское до образования Мошковского района являлось:
- 1916—1917 — административным центром Алексеевской волости Томского уезда Томской губернии[2];
- 1917—1921 — административным центром Алексеевской волости Ново-Николаевского уезда Томской губернии
- 1921—1924 — административным центром Алексеевской волости Ново-Николаевского уезда[2];
- с 12 апреля 1924 по май 1925 — административным центром укрупнённой Алексеевской волости Ново-Николаевского уезда[2];
- 1925—1930 — административным центром Алексеевского района Ново-Николаевского округа Сибирского края[2] (с конца декабря 1925 район в составе Новосибирского округа Сибирского края);

При переименовании села в Мошково в 1933 году район, поглотивший также Ояшкинский район, стал называться Мошковским районом; с 1930 по 1937 — в составе Западно-Сибирского края, с 1937 по настоящее время — в составе Новосибирской области.

## Расположение
Волость была образована на пространстве от правобережья реки Оби (от излучины в районе поселений Белоярка —Успенка — Ташара — Умрева) и к югу, охватывая с двух сторон Сибирскую ж.д. магистраль.
Первоначально волость находилась в юго-западной части Томского уезда, при этом с западной стороны граничила со внеуездным городом Ново-Николаевском и территориями обского левобережья, входившими в Каинский уезд Томской губернии.
С 1921 года волость стала окружена волостями Ново-Николаевского уезда Ново-Николаевской губернии.
Окружение волости в 1914:
| северо-запад: Чаусская волость | север: Чаусская и Ояшкинская волости | северо-восток: Ояшкинская волость            |
| запад: Каменская волость       | Алексеевская волость                 | восток: Ояшкинская и Гутовская волости       |
| юго-запад: Каменская волость   | юг: Карпысакская волость             | юго-восток: Карпысакская и Гутовская волости |

Известные сёла, станции, посёлки и деревни волости в 1916:
| - Алексеевское (ныне Мошково) - Аранское - Барлак - Барышево - Белозёрка - Белоярка - Берёзовка - Бибиха - Быково - Верх-Балта - Гусиный Брод - Двуречье | - Дубровино - Емельяновский - Жеребцово - Ивановка (д.) - Издревая - Каменка - Камень - Кошево - Красный Яр - Крахаль - Кузнецовка - Локти | - Ломовская Дача - Льниха - Мотково - Мочище - Мошнино - Назаровский - Ново-Александровский - Новониколаевка - Новопокровская - Новослободка - Пашино - Плотниково | - Порос - Раздольное - Репнино - Репьево - Романовское - Сарычевск - Седово - Сокур - Сосновка - Степной - Ташара - Томилово | - Умрева - Успенка - Шелковчиха - Шмаково - Шумиха |

## Страницы истории

### До создания волости
Территория современного Приобья во времена средневековья (XVI—XVII вв.) была весьма малолюдной, с ничтожной плотностью населения (от Алтая до Ямала — всего не более 100 000 человек): весьма сложно было выживать в краю с суровыми зимними стужами и плотным болотным гнусом коротким летом. Здесь имелись редкие представители племён оседлых народов — самобытных кержаков, селькупов (тюйкумы), остяков и чулымцев… Наиболее доминирующим народом среди местных насельников были чулымские тюрки (чулымцы) — особая ветвь татароязычных сибирских народов.
После повторного (после 1555 года) присоединения Сибири к Московскому государству в 1590-х гг. XVI века, оседлые жители Приобья (как и в целом по Обскому бассейну) продолжали оставаться добычей ордынских сборщиков ясака, — воинственных кочевников из калмыков и киргизов, что прежде составляли основу войска хана Кучума. От разорений, чинимых киргизами, калмыками, ойратами, телеутами и случавшимися набегами китайских джунгар, сибирцы ожидали защиты русским войском. Этому выбору способствовала политика представителей царя: местным народам помогали поддерживать сложившиеся родо-племенные уклады, давали ханам и князькам дворянские титулы князей российских с полномочиями воевод ясашных туземных волостей. По приглашению томских татар в 1604 году строится русская казацкая крепость-город Томск. Для защиты от джунгар в 1611 строится Ачинский острог, а в 1617 году — Кузнецкий острог (оба — на берегах реки Томи). Для упрочнения рубежей строятся дополнительные остроги, призванные защищать Томск на дальних подступах: в 1657 — Сосновский и Верх-Томский остроги, в 1684 — Уртамский острог (к северу от современного села Мошково), в 1703 — Умревинский острог (между Уртамом и совр. Мошково), в 1713 — Чаусский острог (к западу от Мошково, ныне территория города Колывань), в 1716 — Бердский острог и следом на верховьях Оби — Белоярская и Бийская крепости. Оттесняя кочевников к Иссык-Кулю, в 1715—1720 гг. возводятся остроги у Иртыша: Ямышевская, Долонская, Семипалатинская и Усть-Каменогорские крепости.
Все эти южносибирские крепости сначала были подчинены Тобольскому разряду Сибирского царства Российской империи, а затем — Томскому разряду. В течение всего XVIII века происходили административно-территориальные реформы на территории юга Сибирского царства (современные Новосибирская и Томская области, включая территории Алтая, северо-восточного Казахстана и Омской области) входили то в Пермское, то в Тобольское, то в Томское, то в Колыванское наместничества, то в состав Томской области (1782—1785), то во вновь создаваемые уезды. Томский уезд в том или ином виде существовал с XVII века. В 1804 году он становится основным, базовым уездом вновь созданной обширной Томской губернии, которая протянулась от Семипалатинска до Таймыра.
Тем не менее весь XVII и в начале XVIII века Сибирь подвергалась набегам джунгар, ойратов и кочевников-киргизов из Великой Степи.
С возрастанием роли и влияния русского войска в Томском разряде, а также с увеличением в Приобье казацких сил стали прекращаться набеги киргизов и чёрных калмыков. Сами эти кочевники со временем были оттеснены казаками на юг: сначала на Алтай, а затем далее — к отрогам Тянь-Шаня.
Постепенно край заселяется русскими. Первоначально появляются поселения в форме засек и заимок, создаваемых служивыми казаками всех томских крепостей. Они представляют собой передовые дозоры и, одновременно, здесь ведётся земледелие, производство продовольствия и фуража для гарнизонов острогов.
В 1703 году для охраны русских земель на южной границе Томского уезда на берегу р. Оби был построен Умревинский острог. В 1706 году здесь появилось крестьянское поселение, в котором к 1727 году насчитывалось 50 дворов.
Через Умреву проходил так называемый «Московский тракт» (томский отрезок Великого Сибирского гужевого пути от Москвы до Иркутска: от Умревы путь шёл в сторону современного Болотного, затем, через Варюхино, на Томск и далее на Мариинск…). Умрева считается первым поселением на территории современного Мошковского района. Здесь на обском левобережье у речной переправы (между Колыванью и Умревой/Дубровино) также шёл гужевой путь на север, в районе Богородского разделявшийся на тракты в сторону Томска (Шегарский тракт) и Нарыма (Нарымский тракт).
Возникновение посёлка Мошково в 1896 году, как и многих других населённых пунктов Сибири, обязано строительству Великой Сибирской железнодорожной магистрали. Назначение станции Мошково как узловой определило быстрый рост с. Алексеевское, становление его как волостного центра.
На территории прилегающей к станции Мошково к 1986 году организовалось два стационарных поселения, получивших названия Алексеевское (Алексеевка) и Романовское (Романовка). Данные селения оказались на разных сторонах строящейся железной дороги, однако сегодня это единый посёлок Мошково. Существует версия, что названия посёлкам было дано в честь наследника царской семьи царевича Алексея Николаевича Романова. Поэтому в дальнейшем советская власть переименует Алексеевское в Мошково. В настоящее время Мошково (Алексеевское) ведёт своё летоисчисление с образования станции и первых её построек — с 1895 года. На развитие посёлка и территории вокруг него оказывал и оказывает влияние западнее расположенный город Новосибирск, появившийся первоначально также, как посёлок железнодорожной станции Транссиба при пересечении реки Оби ж.д. магистралью.

### История волости
Железнодорожные посёлки Алексеевский и Романовское к 1904 году насчитывали 120 дворов (около 500 человек). На момент своего образования посёлок Алексеевский территориально входил в состав Ояшинской волости Томского уезда Томской губернии. Практически сразу в посёлке начинает строиться православная церковь, в приход которой вовлекаются жители окрестных сёл и деревень.
В 1910 году сход представителей окрестных сёл, посёлков, станций, деревень и хуторов создаёт свою, Алексеевскую волость (уездный центр и место администрации Сибирской (Томской) железной дороги — город Томск). Вскоре в Алексеевском формируются органы местного (волостного) самоуправления, земства. Население с. Алексеевское состояло из крестьянских окрестных деревень, потянувшихся к строительству в поисках заработка. Его дальнейший рост шёл в основном за счёт выходцев из Центральной России, приехавшие в Сибирь после Столыпинской аграрной реформы.
В 1911 году был создан переселенческий участок Назаровский по приёму и расселению здесь переселенцев из европейской части Российской империи.
К 1920 году волость насчитывала уже 2721 крестьянское хозяйство, располагающее 7447 десятинами пахотной земли. Создаваемые на территории Алексеевской волости крестьянские хозяйства пользовались залежно-паровой системой земледелия. Расчищенные и распаханные участки земли непрерывно эксплуатировались в течение 6—10 лет, а затем оставлялись в залежь. Крестьяне занималось выращиванием пшеницы, овса, ячменя, льна, продовольственной конопли, картофеля, а также имели свои огороды, для выращивания овощей.  Переселенцы добавили в список этих культур гречиху и просо. Развивалось кустарное производство.  Залежи глины дали развитие гончарному ремеслу. Умельцы — бондари изготавливали бочки-кадки, используемые для засолки капусты, огурцов, изготовления ячменного пива.
В июне 1917 года формирует новый Ново-Николаевский уезд Томской губернии, в состав которого включаются новые (разукрупнением ранее сложившихся) волости Томского и Каинского уездов Томской губернии, а также части волостей севера Алтайской губернии (эта губерния была создана выделением южных волостей Томской губернии в июне 1917). При этом создаются три(!) Алексеевские волости Ново-Николаевского уезда: 1-я Алексеевская волость, 2-я Алексеевская волость, 3-я Алексеевская волость.
Правопреемником бывшей Алексеевской волости Томского уезда становится 1-я Алексеевская волость.
Во время Гражданской войны село понесло сильные издержки. Практически всё поголовье лошадей и иной скот было мобилизовано осенью 1918 года при формировании 1-й и 2-й Сибирских Армий (1-й Томский казачий корпус и 1-я Томская дивизия), парней также забирали в белогвардейские армии Колчака. Гражданская война осталась в памяти местных жителей также жёстким подавлением Колыванского коммунарского восстания 1919 года, а также примером мужества краскомкавэска И. И. Иванишко (кавалер 2-х орденов Боевого Красного Знамени (1920, 1922) за сражения в Восточной Сибири, Бурятии и Якутии), памятник которому установлен возле средней школы № 1.
С падением способности к сопротивлению белых армий и с приходом в декабре 1919 года в Ново-Николаевск, Томск, Тайгу, Кузнецк и Мариинск Красной Армии, на территории волости установилась советская власть. Ранней весной 1920 года в волостном центре были образованы Волостной комитет РКП(б) и при нём Волосной революционный комитет, а также сельский и волостной Советы рабочих, крестьянских и красноармейских депутатов. При ВолСовете формируется волостной военный комиссариат (военкомат), волостная чрезвычайная комиссия (волВЧК), суд. Основная власть в форме диктатуры РКП(б) в Сибири в те годы, по специальному мандату В. И. Ленина, осуществлялась специально созданным Сибревкомом.
Летом 1920 года волость оказалось охвачена антибольшевистским крестьянским восстанием. В частности, известно о бое в ночь на 9 июля 1920 года в селе Дубровино, где местные жители, возглавляемые самопровозглашённым председателем сельского революционного крестьянского совета Зибельманом вступили в перестрелку с ротой ЧОН Томского губвоенкомата. Вскоре сложивших оружие повстанцев «репрессировали»: публично был расстрелян Зибельман, утоплены поп с дьячком местной церкви и уничтожена половина из захваченных 6 десятков пленных, признанных «явно негодным элементом».
В 1921 году реорганизацией Ново-Николаевского и Каинского уездов Томской губернии, а также перераспределением территорий некоторых волостей Татарского уезда, восточных волостей Омской губернии, волостей севера Алтайской губернии и юго-запада Томского уезда, Сибревком создаёт новую, самостоятельную Ново-Николаевскую губернию. Номерные «Алексеевские волости» подчинены Ново-Николаевскому уезду Ново-Николаевской губернии.
Постановлением Сибревкома от 12 апреля 1924 года на территории Ново-Николаевского уезда произведено укрупнение волостей. В частности, вновь создана Алексеевская укрупнённая волость. Она образовалась в результате слияния 1-й, 2-й и 3-й Алексеевских волостей (без двух населённых пунктов, вошедших в состав Каменской укрупнённой волости), Дубровинской волости (без одного населённого пункта) и части Карпысакской волости. Волостным центром определено село Алексеевское, как наиболее перспективное поселение, удачно расположенное с точки зрения путей сообщения. Здесь же с 1922 года располагался Алексеевский райком РКП(б): юрисдикции райкомов охватывали от одной крупной волости до нескольких волостей округи.
В мае 1925 года Сибирский край был разделён на округа и районы, упразднили прежнюю губернскую систему. Алексеевский район вошёл в состав Новониколаевского округа.
Бывший Ново-Николаевский уезд преобразован в Новосибирский округ Сибкрая. Алексеевская укрупнённая волость реорганизована в Алексеевский район Сибкрая. В целом данный район сохранился до настоящего времени, в рамках очередного укрупнения территорий, поглотил Ояшкинский район и изменил своё наименование: решением ВЦИК РСФСР административный центр Алексеевское со старорежимного «процарского» наименования был переименован в название здесь же расположенной ж.д. станции Мошково, а район был переименован в Мошковский.

## Известные личности
В Алексеевской волости родились:
- Барков, Михаил Иванович (1916—1973) — участник Великой Отечественной войны, Герой Советского Союза (1944).
- Жуков, Георгий Иванович (1913—199х?) — участник Великой Отечественной войны, Герой Советского Союза (1945).
- Иванишко, Иван Иванович (1892—1940) — участник Первой Мировой войны, участник и герой-орденоносец (1920, 1922), командир взвода Гонготского кавполка в годы Гражданской войны.
- Осипов, Семён Дмитриевич (1919—1944) — участник Великой Отечественной войны, Герой Советского Союза (1944).
- Росляков, Иван Потапович (1881—1965) — участник Первой Мировой войны и герой Русской армии: полный Георгиевский кавалер. Герой-орденоносец Гражданской войны (1922).
- Федюков, Алексей Григорьевич (1925—1944) — участник Великой Отечественной войны, Герой Советского Союза (1944).
- Цибизов, Иван Андреевич (1915—1943) — участник Великой Отечественной войны, Герой Советского Союза (1943).
- Черничков, Николай Иванович (1913—1943) — участник Великой Отечественной войны, Герой Советского Союза (1943).